# Das (Familienname)
Der Familienname Das ist insbesondere in Indien, Bangladesch und Nepal verbreitet. Er ist eine Ableitung des Wortes Dasa (Sanskrit: दास), was so viel wie Diener bedeutet. 

## Namensträger
- Amar Das (1479–1574), indischer Guru der Sikhs
- Anice Das (* 1985), niederländische Eisschnellläuferin
- Anil Kumar Das (1902–1961), indischer Astronom
- Anita Das (1951–2018), indische Filmschauspielerin
- Anjan Das (1951–2014), indischer Filmregisseur
- Ankita Das (* 1993), indische Tischtennisspielerin
- Beatriz Das López (* 1983), spanischer Psychologe
- Bhagavan Das (1869–1958), indischer Politiker und Theosoph
- Biswanath Das (1889–1984), indischer Politiker
- Chitresh Das (1944–2015), indischer Kathaktänzer
- Chittaranjan Das (1870–1925), indischer Rechtsanwalt und Politiker
- Chittaranjan Das (Schriftsteller) (* 1923), indischer Schriftsteller
- Durga Das (* 1920), indischer Wasserballspieler
- Hima Das (* 2000), indische Sprinterin
- Indraneil Das (* 1964), indischer Zoologe
- James Masilamony Arul Das (1930–2004), indischer Geistlicher, katholischer Bischof
- Jharana Das (1945–2022), indische Schauspielerin
- Jibananda Das (1899–1954), bengalischer Lyriker
- José Rodolfo Das López (* 1978), spanischer Mathematiker
- Joseph Das (1930–2008), indischer römisch-katholischer Bischof
- Kalpataru Das (1948–2015), indischer Politiker
- Kamala Das (Kamala Surayya; 1934–2009), indische Schriftstellerin
- Kristi Das (* 1986), indische Badmintonspielerin
- Lili Das (* 1998), indische Leichtathletin
- Litton Das (* 1994), bangladeschischer Cricketspieler
- Mahadai Das (1954–2003), guyanische Dichterin
- Mouma Das (* 1984), indische Tischtennisspielerin
- Nandita Das (Politikerin) (* 1969), indische Politikerin (INC)
- Nandita Das (* 1969), indische Schauspielerin und Regisseurin
- Narayan Das (* 1993), indischer Fußballspieler
- Neelotpal Das (* 1982), indischer Schachspieler
- Niranjan Das (* 1931), indischer Ringer
- Pranotosh Kumar Das (* 1982), bangladeschischer Fußballspieler
- Pushpalata Das (1915–2003), indische politische Aktivistin und Sozialarbeiterin
- Raghubar Das (* 1955), indischer Politiker
- Rahul Peter Das (* 1954), deutscher Indologe
- Ram Sundar Das (1921–2015), indischer Politiker
- Rima Das (* 1977), indische Filmregisseurin, Filmproduzentin und Drehbuchautorin
- Rituparna Das (* 1996), indische Badmintonspielerin
- Rabi Das († 1998), indischer Fußballspieler
- Sandeep Das (* 1970), indischer Tablaspieler
- Sarat Chandra Das (1849–1917), indischer Gelehrter der tibetischen Sprache und Kultur, Spion und Abenteurer, Sprachwissenschaftler und buddhistischer Gelehrter
- Serge Das (* 1979), belgischer Poolbillardspieler
- Shanti Das († 2011), indischer Szenenbildner
- Veena Das (* 1945), indische Anthropologin
- Vir Das (* 1979), indischer Comedian